# Molycria robert
Molycria robert là một loài nhện trong họ Gnaphosidae.
Loài này thuộc chi Molycria. Molycria robert được Norman I. Platnick & Barbara Baehr miêu tả năm 2006.